# Öffentlicher Personennahverkehr in Wien

Schnellverbindungen in Wien (2025)

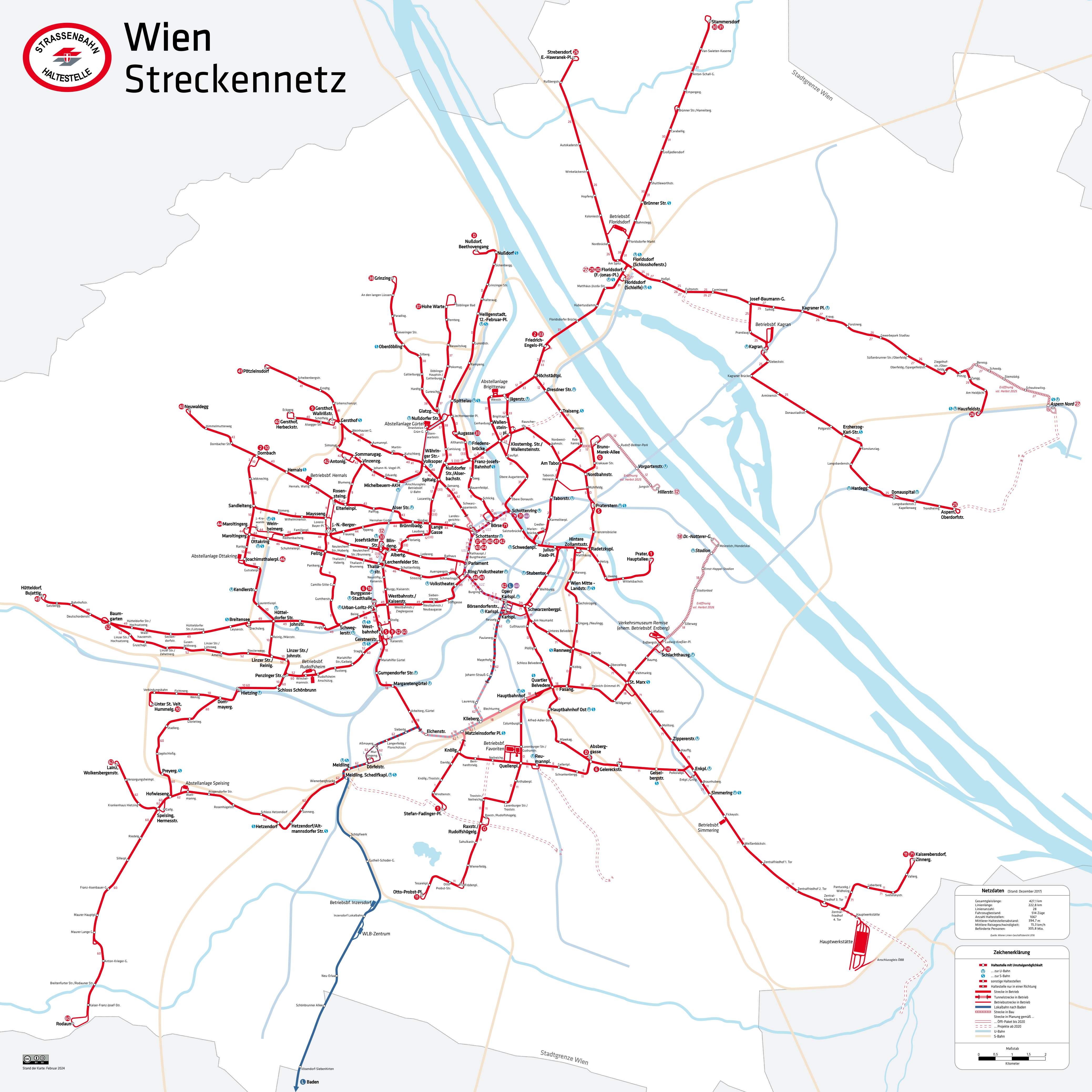
Straßenbahnnetz

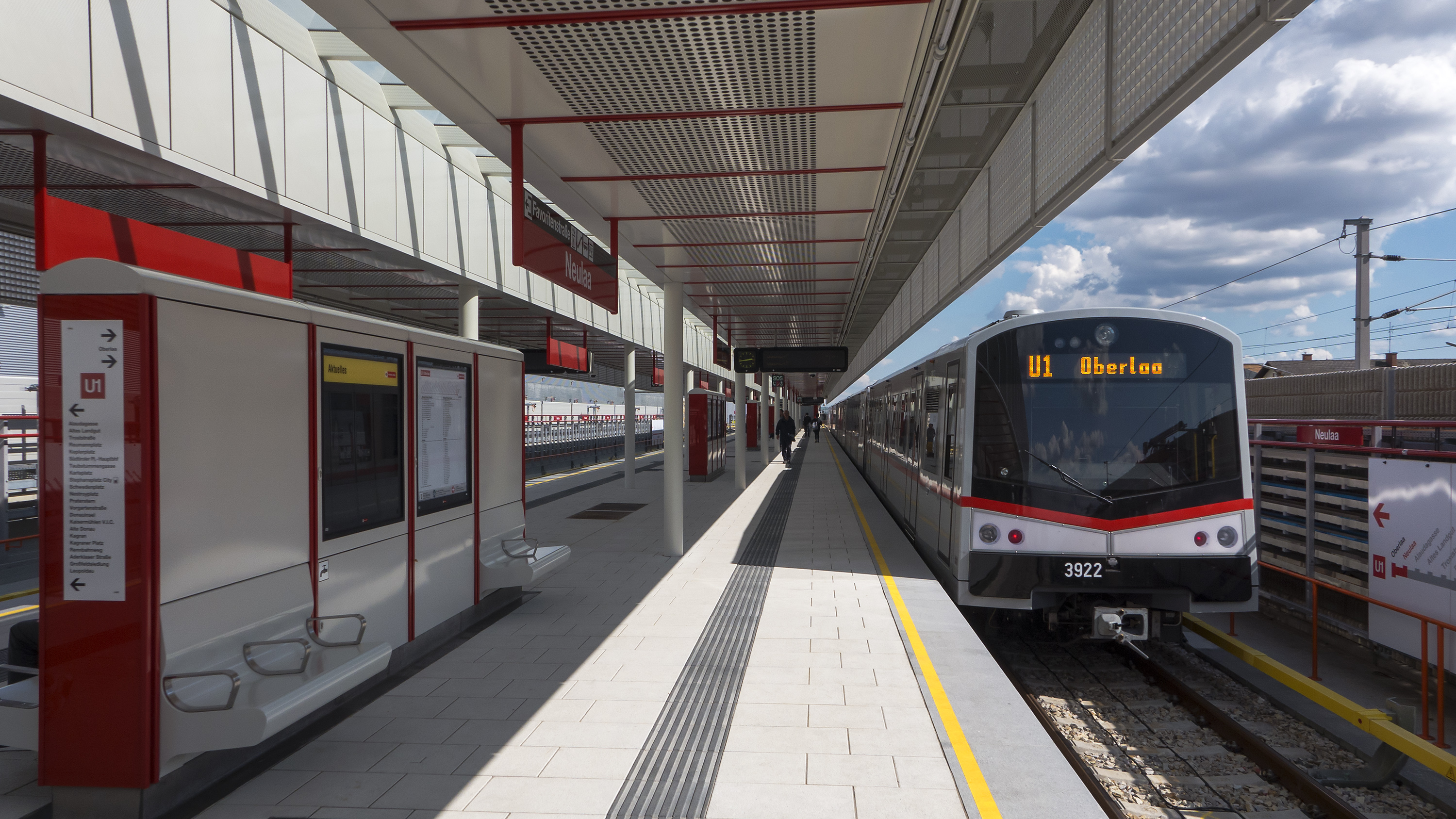
U-Bahn

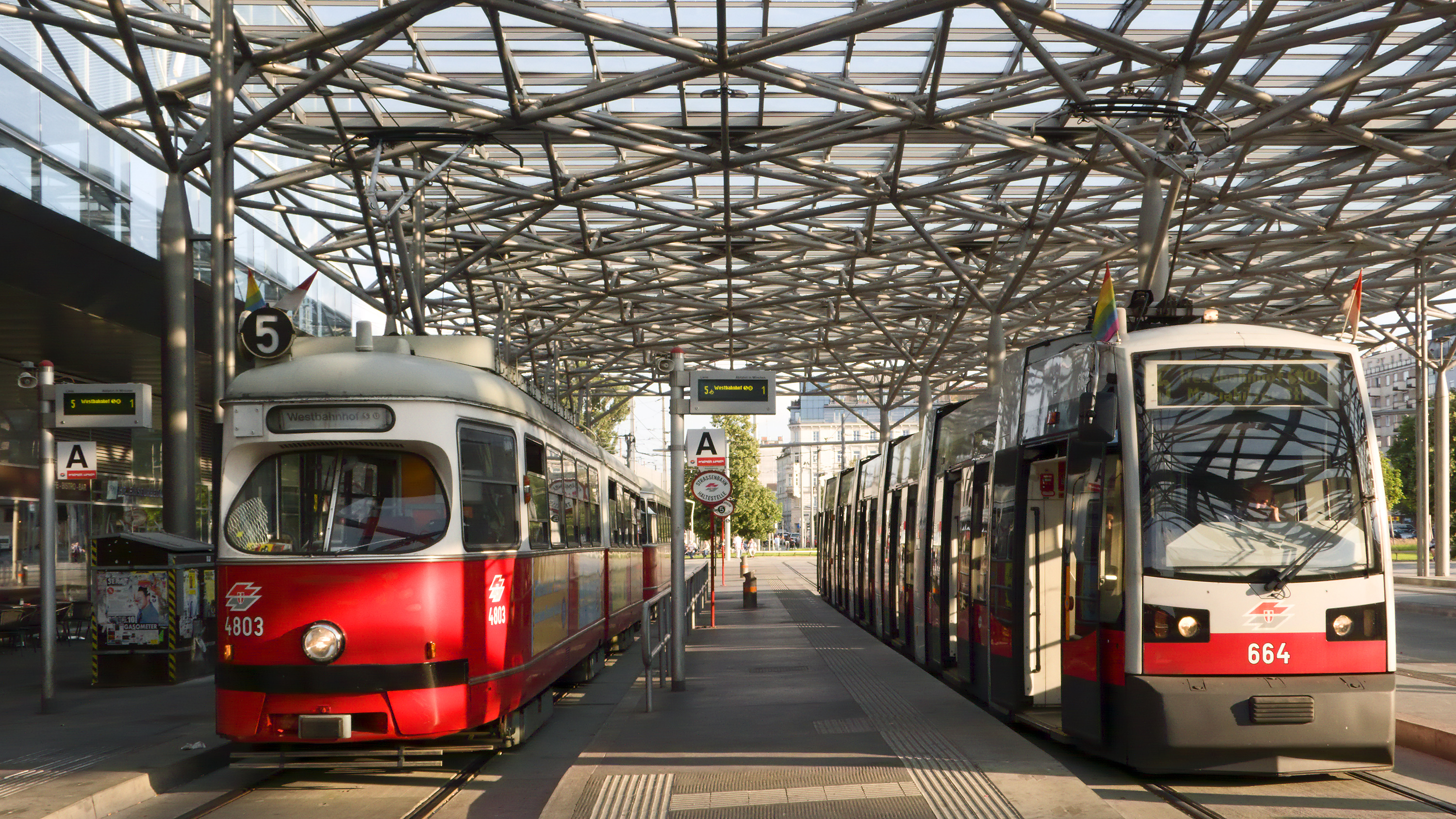
Straßenbahn

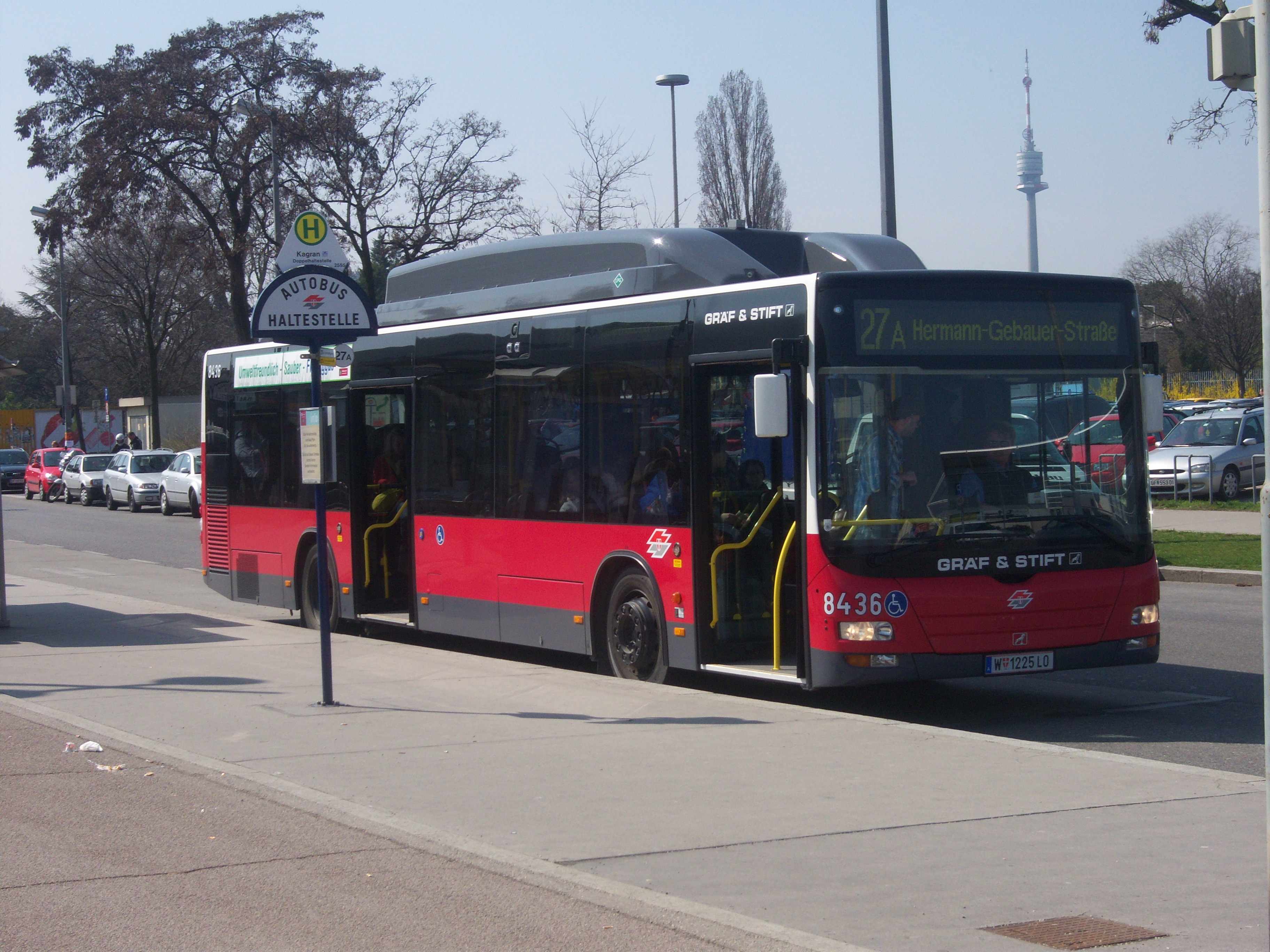
Autobus

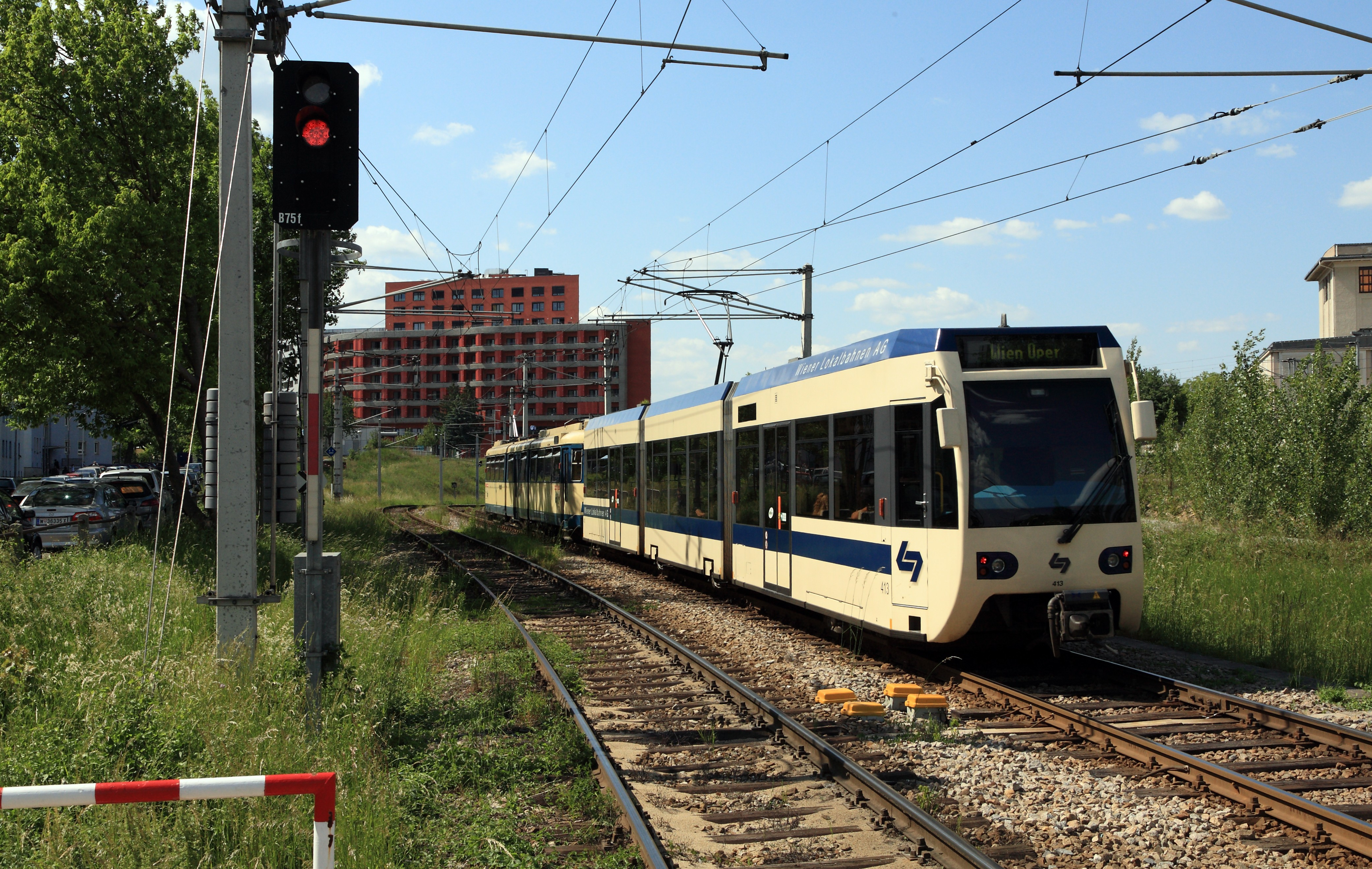
Lokalbahn

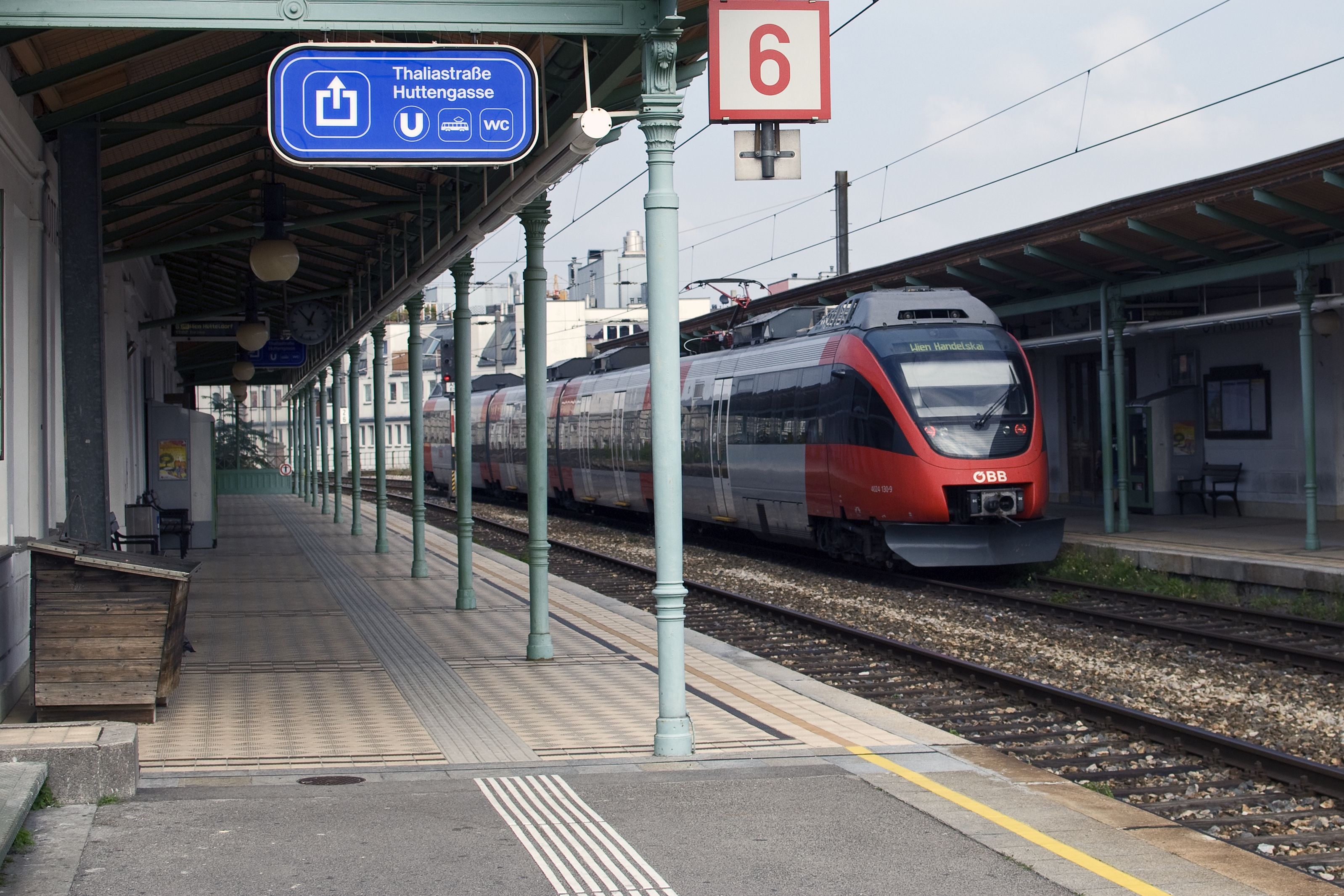
S-Bahn

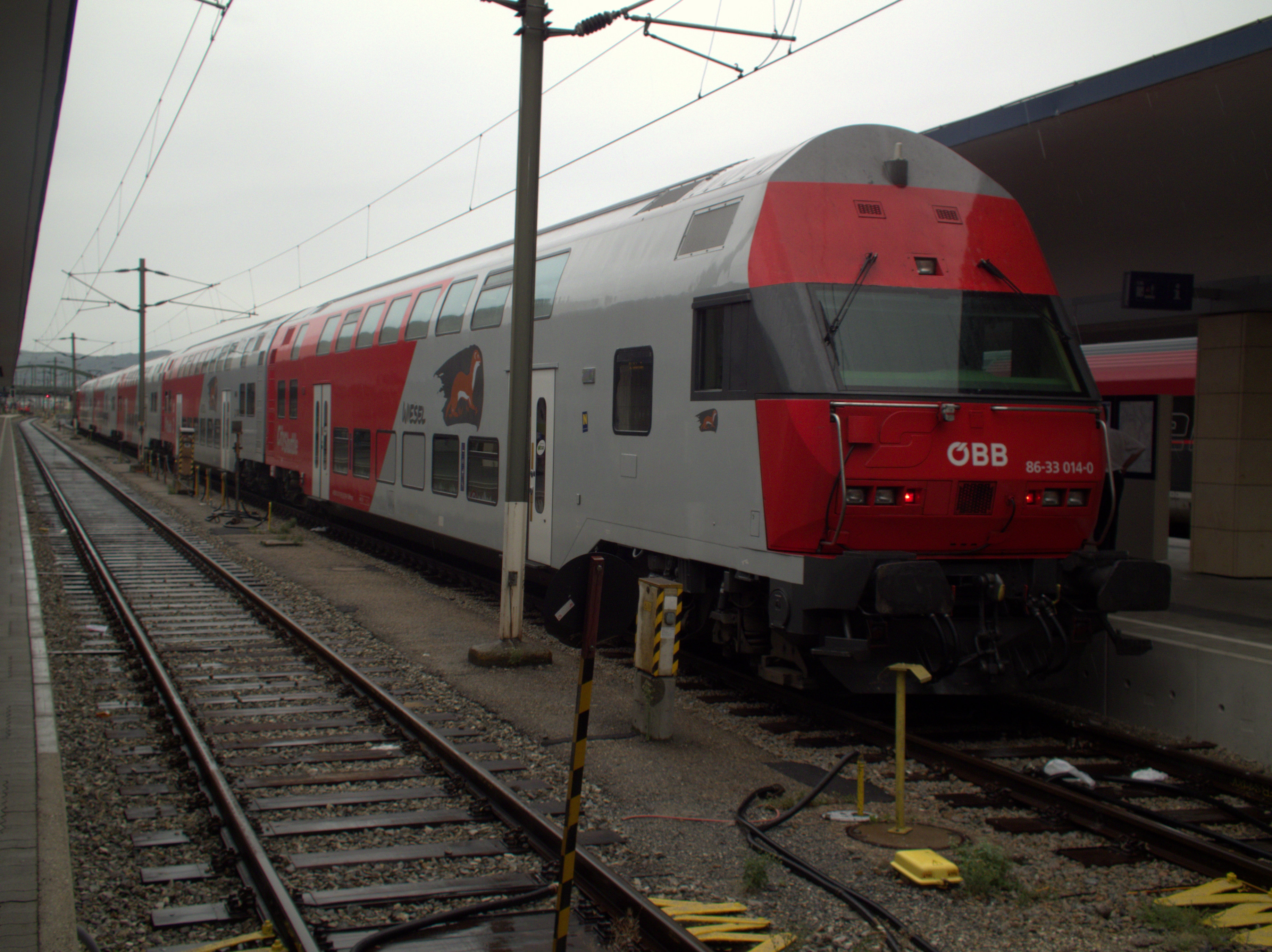
Regionalzug

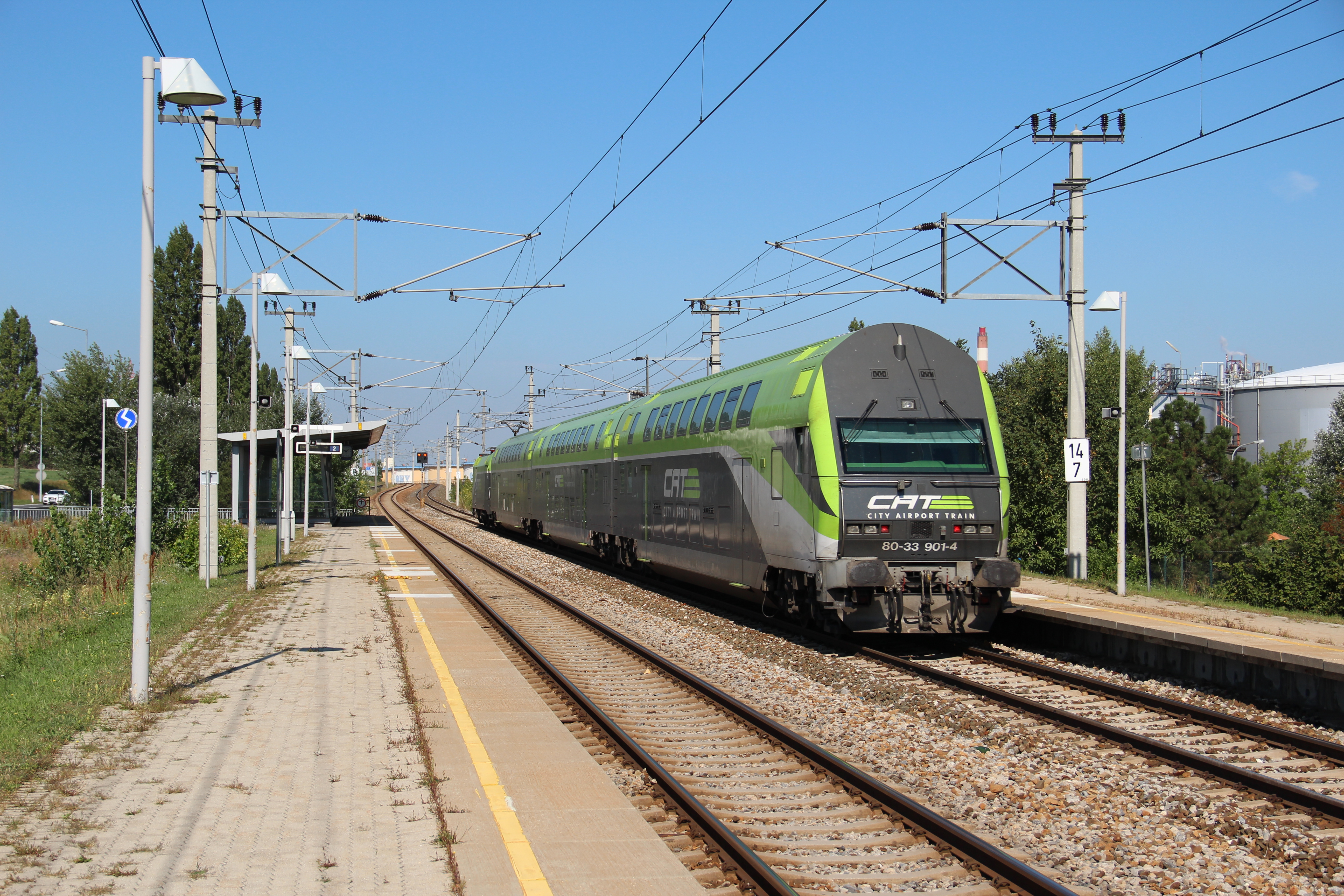
CAT

Der Öffentliche Personennahverkehr in Wien ist der wichtigste Verkehrsträger der österreichischen Bundeshauptstadt. Im so genannten Modal Split erreichte er 2012 mit 39 % aller in Wien zurückgelegten Wege den höchsten Anteil unter allen Verkehrsträgern und den höchsten Wert unter den sechs größten Städten des Landes.
Der Öffentliche Personennahverkehr (ÖPNV) wird hier hauptsächlich von zwei Unternehmen durchgeführt: Die stadteigene Wiener Linien GmbH & Co KG betreibt die U-Bahn-, Straßenbahn- und großteils die Stadtbus-Linien, die bundeseigenen Österreichischen Bundesbahnen die S-Bahn- und Regionalzug-Linien.
Des Weiteren bestehen die „Badner Bahn“, von der wie die Wiener Linien im Eigentum der Wiener Stadtwerke befindlichen Aktiengesellschaft der Wiener Lokalbahnen betrieben, sowie mehrere private Busunternehmen, die im Auftrag der Wiener Linien Autobuslinien, vorwiegend in den Außenbezirken, bedienen. Regionalbuslinien werden von der Österreichischen Postbus AG betrieben. Seit 2004 fährt der City Airport Train (CAT), ein Flughafen-Expresszug, betrieben von der City Air Terminal Betriebsgesellschaft m.b.H., einem Unternehmen der Flughafen Wien AG und der ÖBB.
Als Schnellverbindungen werden alle Linien von S-Bahn und U-Bahn, des CAT sowie die Strecke der Lokalbahn nach Baden südlich von Meidling bezeichnet.
Der ÖPNV in Wien wird vom Verkehrsverbund Ost-Region (VOR) koordiniert, der auch Niederösterreich und das Burgenland einschließt. Dazu gehört ein gemeinsames Tarifsystem.
Im Modal Split stieg der Anteil des ÖPNV von 29 % im Jahr 1993 auf 39 % im Jahr 2012, während der Anteil des motorisierten Individualverkehrs (MIV) im selben Zeitraum von 40 % auf 27 % zurückging. Als wesentliche Treiber dieser deutlichen Verlagerung des Verkehrs vom MIV zum ÖPNV in dieser Phase werden insbesondere die ÖV-freundliche Siedlungsstruktur, das sehr attraktive ÖPNV-Angebot (großes Netz, dichte Intervalle, hohe Zuverlässigkeit) und die restriktive Parkraumbewirtschaftung genannt.
Allerdings stagniert der Anteil des ÖPNV in Wien seit 2012 und sank sogar wieder leicht auf 38 % im Jahr 2018, während der Anteil des MIV im selben Zeitraum wieder auf 29 % stieg. Als wesentliche Ursache dafür gilt die Einführung der Jahreskarte um 365 Euro ab Mai 2012. Durch diese Preisreduktion wechselten bisherige ÖPNV-Nutzer von Wochenkarten (−52 % verkaufte Tickets 2011–2017), 8-Tages-Karten (−73 %) und Monatskarten (−65 %) auf die verbilligte Jahreskarte (+122 %). Eine Umstieg von Autofahrern auf den ÖPNV erfolgte hingegen nicht, insbesondere weil die Wiener Linien durch die Preisreduktion über deutlich weniger Budget für den Ausbau des ÖPNV-Netzes verfügten, wodurch es nicht gelang, Autofahrer zum Umstieg auf den ÖPNV zu überzeugen. Insgesamt war von 2011 bis 2018 der Zuwachs bei ÖPNV-Nutzern (+10,4 %) minimal schwächer als das Bevölkerungswachstum von Wien (+10,9 %).
Im Hauptstadtranking bei Greenpeace kam Wien 2023 „[v]or allem aufgrund mangelnder Angebote für Menschen mit Behinderungen“ auf den achten Platz.

## Straßenbahn
Wien verfügt über eines der ältesten und dichtesten Straßenbahnnetze der Welt. Nach einem Vorläufer um 1840 wurden die ersten Pferde-Straßenbahnen 1865 in Betrieb genommen, 1883 Dampfstraßenbahnen. Von 1897 an wurde schließlich auf elektrischen Betrieb umgestellt. Ab 1898 wurde die im Jugendstil errichtete Wiener Dampfstadtbahn eröffnet, die 1925 schließlich zur Wiener Elektrischen Stadtbahn mutierte und deren Gleisnetz ab 1976 von der schrittweise neu errichteten U-Bahn übernommen wurde. Gegenwärtig fahren 29 Linien auf 177 km Streckenlänge 1.071 Haltestellen an (Stand 2014). Als Liniensignale werden ein- und zweistellige Zahlen sowie die Buchstaben D und O verwendet.

## U-Bahn
Die U-Bahn ist das schnellste und beliebteste Verkehrsmittel in Wien. 1976 wurde ein Probebetrieb aufgenommen, 1978 wurde die erste Neubau-Teilstrecke der Linie U1 eröffnet. Heute hat die Wiener U-Bahn fünf Linien (U1, U2, U3, U4 und U6) mit insgesamt 93 Stationen und einer Streckenlänge von knapp 80 km. Das Streckennetz wird kontinuierlich ausgebaut. Heute verfügt Wien über eine 24-Stunden-U-Bahn an Samstagen, Sonn- und Feiertagen.

## Autobus
Der Autobuslinienbetrieb wurde in Wien am 23. März 1907 aufgenommen. Wien verfügt als Ergänzung zur Straßenbahn über ein dichtes Autobusliniennetz, welches neben einigen Privatlinien zum Großteil von den Wiener Linien oder von Subunternehmen in deren Auftrag betrieben wird (Liniensignal: ein- oder zweistellige Zahl mit Zusatz A oder B). Zusätzlich zu den Stadtbussen verkehren Regionalbusse (dreistellige Liniennummern ohne Zusatz), die Wien mit dem Umland verbinden. Dabei fahren in den Stadtrandzonen private Busunternehmen in Tarifgemeinschaft mit den Wiener Linien.

## Nightline
In Wien besteht nachts ein vom Tages-ÖPNV teilweise abweichendes Nahverkehrsnetz. Während in den Nächten vor Samstagen, Sonntagen und gesetzlichen Feiertagen die U-Bahnen und seit 15. Dezember 2019 auch die S-Bahnen der Stammstrecke und der Vorortelinie durchgehend in Betrieb sind und nachts im 15-Minuten-Intervall (U-Bahn) bzw. im 30-Minuten-Intervall (S-Bahn) verkehren, wird der Nachtverkehr in den Nächten vor Werktagen ausschließlich über Autobuslinien sowie Rufbus-Linien betrieben, welche vom Tagesnetz abweichende Liniennummern und -verläufe besitzen. Die Nachtbuslinien sind mit N sowie einer ein- oder zweistelligen Liniennummer gekennzeichnet. Die Nacht-Straßenbahn hingegen wird traditionell nur in der Silvesternacht angeboten.

## Lokalbahn

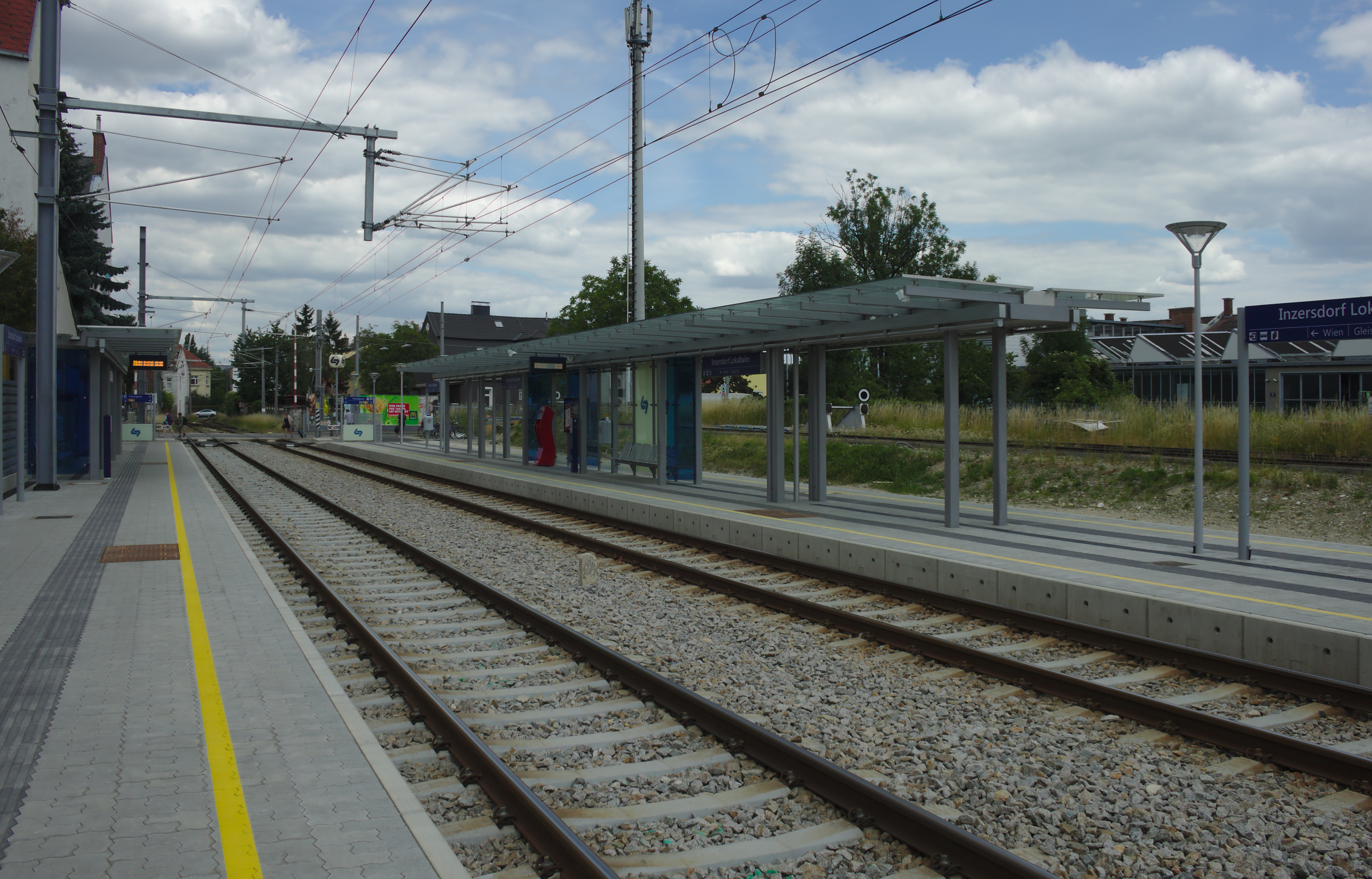
Bahnhof Inzersdorf Lokalbahn

Die Wiener Lokalbahn (WLB; ugs. „Badner Bahn“) stellt eine Mischform aus Straßenbahn- und Vollbahnbetrieb dar. Von der Staatsoper an der Ringstraße bis zum Bahnhof Wien Meidling benützt sie zumeist Gleise der Straßenbahn, von dort bis kurz vor Baden verkehrt sie als Vollbahn und im Stadtgebiet von Baden schließlich wieder als Straßenbahn. Die Streckenlänge beträgt 30 km, 35 Stationen werden angefahren, 20 davon in Wien.

## S-Bahn und Regionalzug
Die S-Bahn verbindet Wien seit 1962 mit dem Umland in Niederösterreich und dem Burgenland; sie verkehrt größtenteils auf lang vor 1900 errichteten Bahnstrecken. Innerstädtisch hat sie speziell auf der Stammstrecke, wo zu Spitzenzeiten Intervalle von drei Minuten gefahren werden, große Bedeutung. Ab 15. Dezember 2019 besteht ein 24-Stunden-Betrieb auf der Stammstrecke und der Vorortelinie in den Nächten vor Samstagen, Sonn- und Feiertagen. Derzeit verkehren vier Linien über die Stammstrecke sowie fünf weitere auf anderen Strecken (Liniensignal: S und ein- oder zweistellige Zahl).
Zusätzlich zu den S-Bahn-Linien betreiben die ÖBB ein Netz von Regionalzuglinien. Sie verkehren auf ÖBB-Strecken, auf denen kein S-Bahn-Verkehr besteht, oder über die S-Bahn-Strecken hinaus. Es gibt zwei Zuggattungen: Der Regionalzug hält an Strecken, auf denen auch die S-Bahn fährt, nur in größeren Bahnhöfen, sonst in allen Stationen. Der Regional-Express hält generell nur in größeren Bahnhöfen.

## Übergang zum Fernverkehr

### Schienenpersonenfernverkehr (SPFV)
- Die Fernzüge der ÖBB und ausländischer Eisenbahngesellschaften halten am Bahnhof Wien Meidling sowie am Hauptbahnhof, private Fernzüge wie der RegioJet nur am Hauptbahnhof.
- Am Hauptbahnhof befindet sich ebenfalls das Wiener Autoreisezug-Terminal Wiens
- Der private Fernreisezug Westbahn hält am Westbahnhof und am Bahnhof Wien Hütteldorf.

### Fernbusse
Der Bau des neuen, zentralen Fernbusterminals in der Nähe des Ferry-Dusika-Stadions hat begonnen, jedoch ist die Fertigstellung erst für 2024 geplant. Aktuell existieren das Vienna International Busterminal in Erdberg sowie das Busterminal Vienna in Leopoldstadt und weitere Haltestellen am Westbahnhof, am Hauptbahnhof und am Gürtel.

### Flussschifffahrt

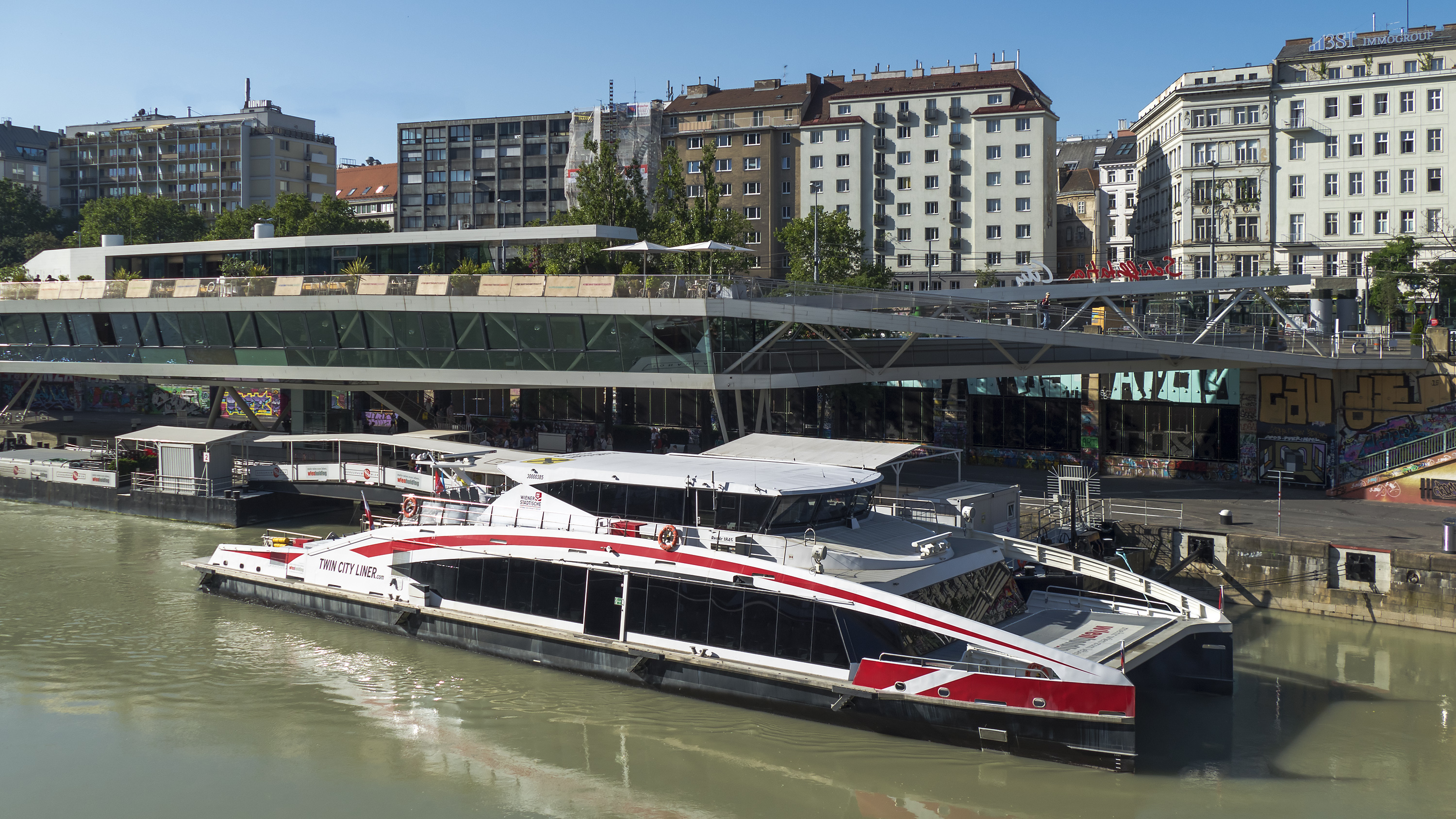
Der Twin-City-Liner am Kai am Schwedenplatz

Vom Schwedenplatz aus verkehrt ein Katamaran des Twin City Liners nach Bratislava.

### Flugzeug

#### S-Bahn
Die Schnellbahnlinie S7 verkehrt zum Flughafen Wien.

#### City Airport Train
Pläne für einen Expresszug vom Stadtzentrum zum Flughafen gab es schon lang. 2004 wurden diese schließlich in Form des City Airport Train verwirklicht. Der CAT verkehrt vom Bahnhof Wien Mitte im 30-Minuten-Takt ohne Zwischenhalt auf Gleisen der S-Bahn zum Flughafen Wien-Schwechat. Fahrgäste können ihr Gepäck bereits am Bahnhof in Wien einchecken. Der CAT wird außerhalb des VOR-Tarifsystems betrieben. Mit einer Fahrzeit von 16 Minuten ist der CAT die rascheste, aber im ÖPNV auch teuerste Verbindung vom Zentrum Wiens zum Flughafen. (Inhaber eines Fahrscheins für Wien zahlen auf der S-Bahn zum Flughafen nur eine Außenzone auf, haben aber ca. 12 Minuten längere Reisezeit dorthin.)

#### Vienna Airport Lines
Shuttlebusse der Vienna Airport Lines (VAL) verkehren von den Haltestellen am Westbahnhof, am Gürtel, am Hauptbahnhof, am Vienna International Busterminal und am Schwedenplatz zum Flughafen Wien.

## Verkehrsunternehmen
- Wiener Stadtwerke: Das Tochterunternehmen Wiener Linien betreibt die Leistungen der U-Bahn, Straßenbahn, Autobus und Nightline, das Tochterunternehmen Wiener Lokalbahnen AG die Lokalbahn Wien-Baden.
- Die ÖBB betreiben die Verkehrsleistungen der S-Bahn, der Regional- und Regionalexpresszüge.
- Weitere Leistungen im Bereich Autobus werden von der Österreichischen Postbus AG sowie von Wieselbus erbracht.

## Tarife

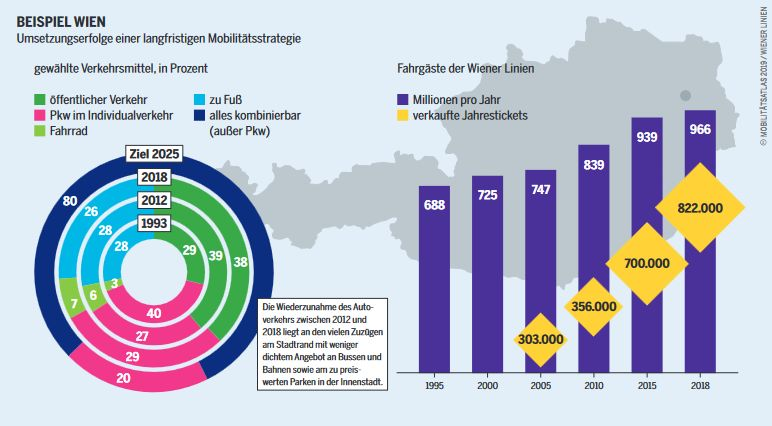
Seit die Wiener Linien im Jahr 2012 das Jahresticket zu 365 Euro einführten, steigt die Nachfrage stetig. Grafik aus dem Mobilitätsatlas der Heinrich-Böll-Stiftung, Grafik: Bartz/Stockmar, CC BY 4.0

Für alle Verkehrsmittel des öffentlichen Personennahverkehrs in Wien, Niederösterreich und dem Burgenland gilt der Tarif des Verkehrsverbund Ost-Region (VOR). Ausgenommen hiervon ist im Stadtgebiet Wien nur der CityAirportTrain (CAT). Zudem gilt das Einfach-Raus-Ticket der ÖBB in allen Schnellbahnen, Regional- und Regionalexpresszügen in Wien sowie sonstige Tickets des ÖBB-Tarifs in allen Zügen der ÖBB.

## Park and Ride (P+R)
Innerhalb der Kernzone Wien befinden sich Park-and-Ride-Anlagen an den U-Bahn-Stationen Aderklaaer Straße, Donaustadtbrücke, Erdberg, Heiligenstadt, Hütteldorf, Leopoldau, Neulaa, Oberlaa, Ottakring, Siebenhirten, Spittelau und Perfektastraße sowie an den S-Bahn-Stationen Wien Hütteldorf, Wien Leopoldau, Wien Liesing und Wien Ottakring.

## Bike and Ride (B+R)
Bike-and-Ride-Anlagen, an welchen Fahrradfahrer in den ÖPNV wechseln können, befinden sich auch an zahlreichen weiteren Stationen der U-Bahn, S-Bahn, der Lokalbahn und Regionalverkehrszügen.